# Romulea monticola
Romulea monticola är en irisväxtart som beskrevs av M.P.de Vos. Romulea monticola ingår i släktet Romulea och familjen irisväxter. Inga underarter finns listade i Catalogue of Life.